# Светлый (ручей)
Светлый — ручей на полуострове Камчатка в России. Протекает по территории Мильковского района. Протяжённость составляет 12 км.
Начинается на северном склоне хребта Асхачный Увал, течёт в общем северном направлении среди берёзово-лиственничного леса. Впадает в реку Максимовка слева на расстоянии 52 км от её устья. Имеет семь безымянных притоков.
По данным государственного водного реестра России относится к Анадыро-Колымскому бассейновому округу.
- Код водного объекта — 19070000112220000014462[3].